# Unforgettable (telenovela)
Unforgettable é uma telenovela filipina exibida pela GMA Network entre 25 de fevereiro e 31 de maio de 2013, estrelada por Kylie Padilla, Mark Herras, Benjamin Alves e Pauleen Luna

## Elenco

### Elenco principal
- Kylie Padilla como Rosanna "Anna" Bautista
- Mark Herras como Eduardo "Ed" Manalastas
- Benjamin Alves como Atty. Miguel de Ocampo
- Pauleen Luna como Costance "Coney" de Ocampo

### Elenco de apoio
- Phillip Salvador como Atty. Manuel de Ocampo
- Polo Ravales como Atty. Arnold Regalado
- Pancho Magno como Darwin Toledo
- Glydel Mercado como Elvira Bautista
- Carmi Martin como Consuelo "Concha" de Ocampo
- Timmy Cruz como Raymunda "Munding" Manalastas
- Chariz Solomon como Ruth Natividad
- Roy Alvarez como Salvador "Badong" Leoncio
- Kevin Santos como Randy Legaspi
- Rocco Nacino como Terrence de Ocampo
- Bianca Umali como Julia Regalado
- Lenlen Frial como Rona
- Jana Trites como Isabel